# 和昌大押
和昌大押位於香港灣仔莊士敦道60至66號，由4幢相連、設有長廊式陽臺的唐樓組成，樓高四層，分別建成於1888年至1900年代，土地由填海所得，建築物已有逾百年歷史。

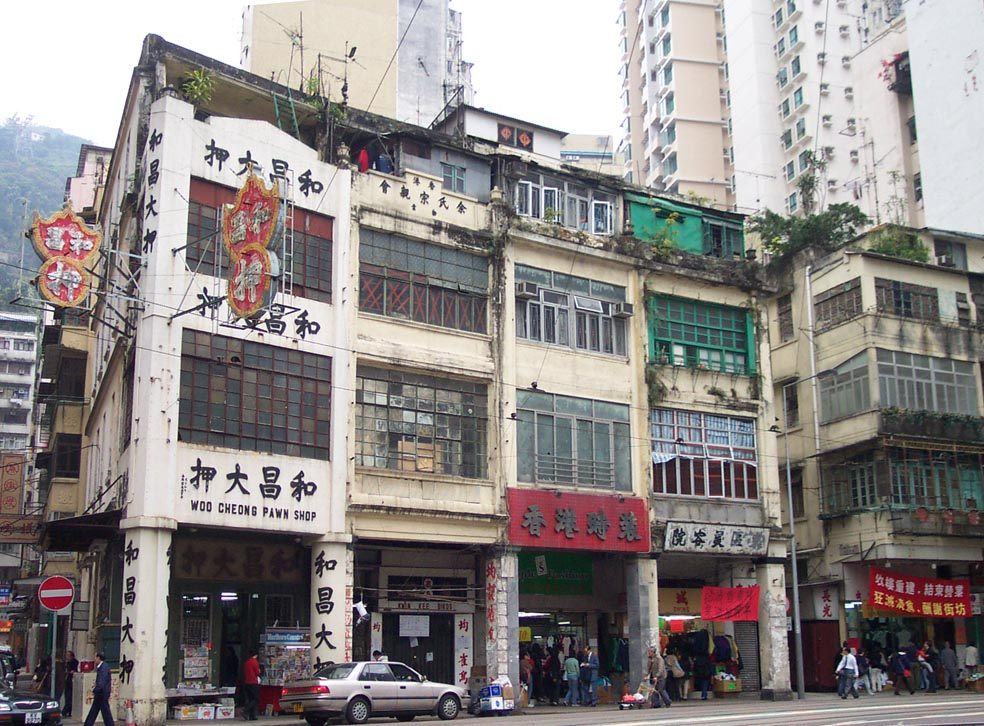
翻新前的和昌大押（2003年），骑楼被密封以增加室內面積

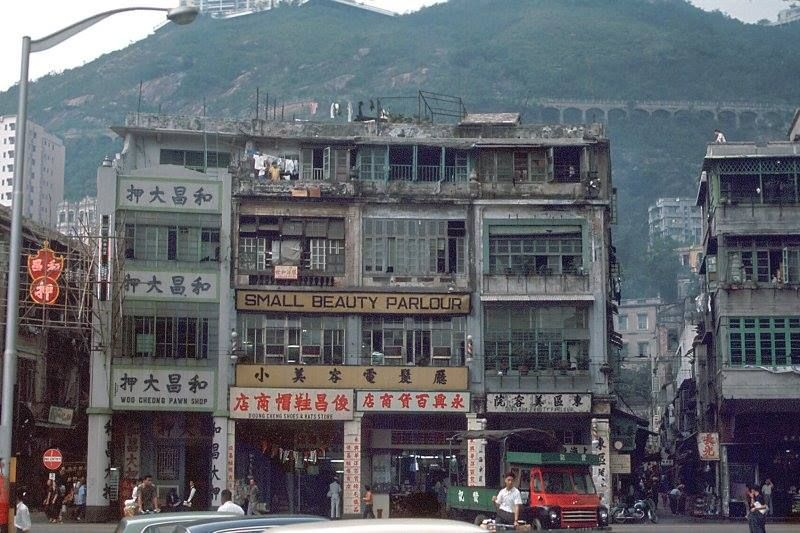
和昌大押（1960年代初），地舖林立

年前逃過被拆卸重建的厄運，市區重建局於2007年耗資逾1,500萬港元復修完成保育及翻新工程，改成售賣傳統食品和古玩的高級生活用品店，樓上3層則改裝成高級英式酒吧及餐廳 The Pawn。物業權現由市建局與嘉華國際集團共同擁有。

## 建築特色
和昌大押由四層高窄長形的樓宇連成一排，面向莊士敦道，是現時少數留存的四幢相連陽臺長廊式樓宇，坐落於1887年前填海所得的土地上，面積約為450至700平方呎，建築物以木為基本結構，牆由磚砌成，地板由木鋪成，設有窗遮擋的露台，是當時盛行的商業樓宇，樓底高，設有採光井，通往陽臺處裝有法式大窗，面向莊士敦道處設有陽臺長廊。
樓宇沒有廁所設施需由專人收集排洩物，而行人路為露台底覆蓋。沒有電梯、地下曾經用作家庭式商鋪，樓上為住宅，曾於1948年翻新。結合中西建築特色，此種建築風格於19世紀在香港甚為常見。過去這類中式樓宇多數由華人居住，故在香港常被稱為「唐樓」。

## 歷史

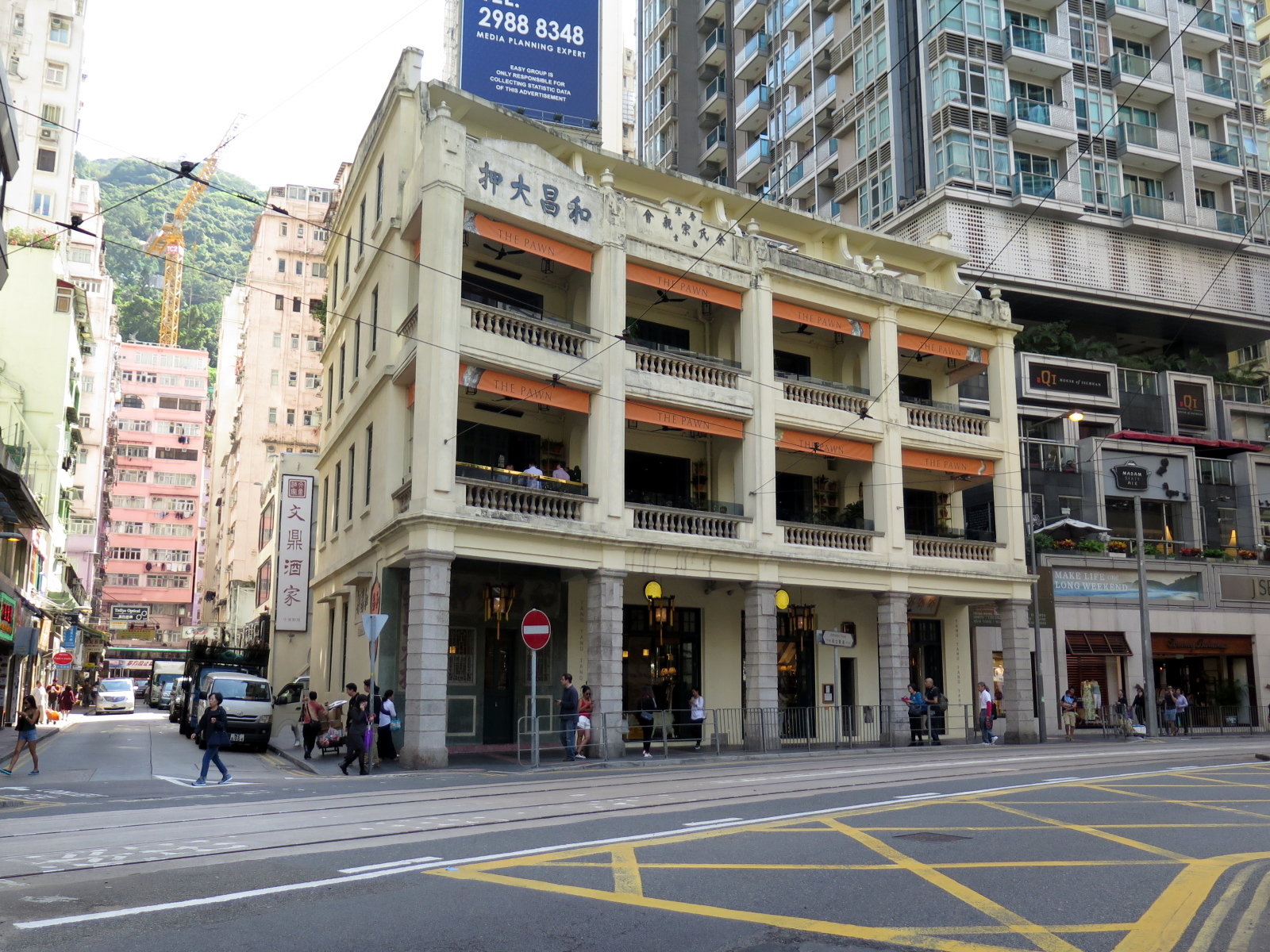
和昌大押早年翻新的模樣（2015年4月）

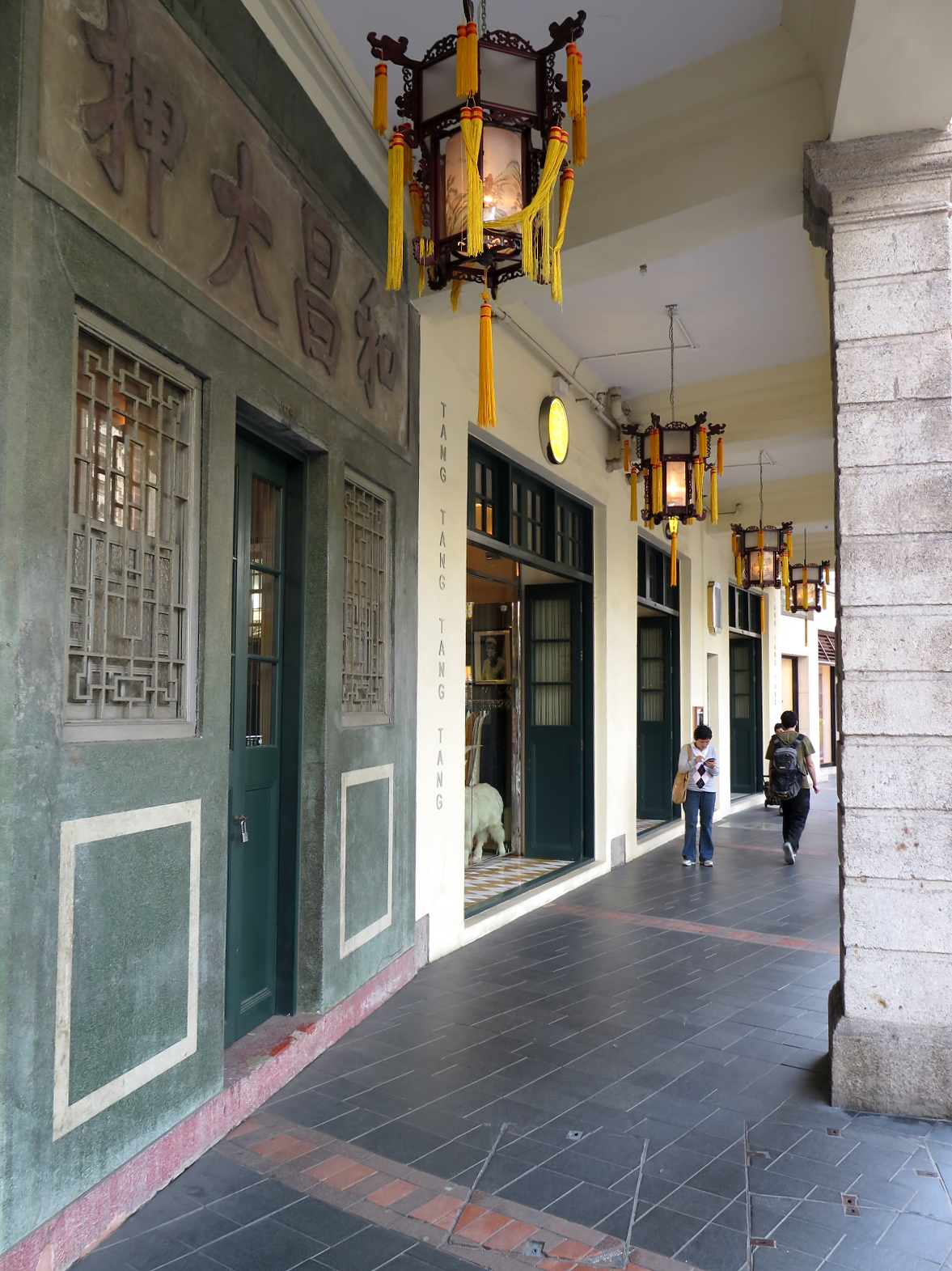
和昌大押舊舖正門及通道

莊士敦道66號「和昌大押」的原主人為裕泰興創辦人香港當舖大王羅肇唐，64號由「余氏宗親會」於1966年購入，地舖為「均記」雀鳥店。62號地舖是售賣洋貨的「永興百貨商店」，其後轉為平價服裝店「香港時裝」；而二樓一度為「淑女髮廊」佔用。60號A地舖初時為「東區美容院」，結業後亦改成平價衣物店。
2003年，和昌大押連同船街18號的一幢戰前商住樓宇由市區重建局以2,500多萬元購入，和昌大押作為文物保護項目，船街18號則重建住宅，市區重建局統稱為「莊士敦道項目」。
- 曾於和昌大押唐樓經營的商鋪（由左至右）：
  - 莊士敦道66號：和昌大押
  - 莊士敦道64號：小美容電髮廳（打通62號）、俊昌鞋帽商店、余氏宗親會、均記雀鳥店
  - 莊士敦道62號：小美容電髮廳（打通64號）、永興百貨商店，香港時裝
  - 莊士敦道60號：東區美容院、永城行

### 押舖
「和昌大押」整個項目的命名源於莊士敦道66號的押舖，惟原本經營的舖位於活化更新期間遷移至對面的大王東街。2020年11月3日起，和昌大押指由於租約期滿，已經搬遷至銅鑼灣登龍街51號地下繼續營業，接手該處原有的「和豐大押」，並保留及更新三面霓虹燈招牌。

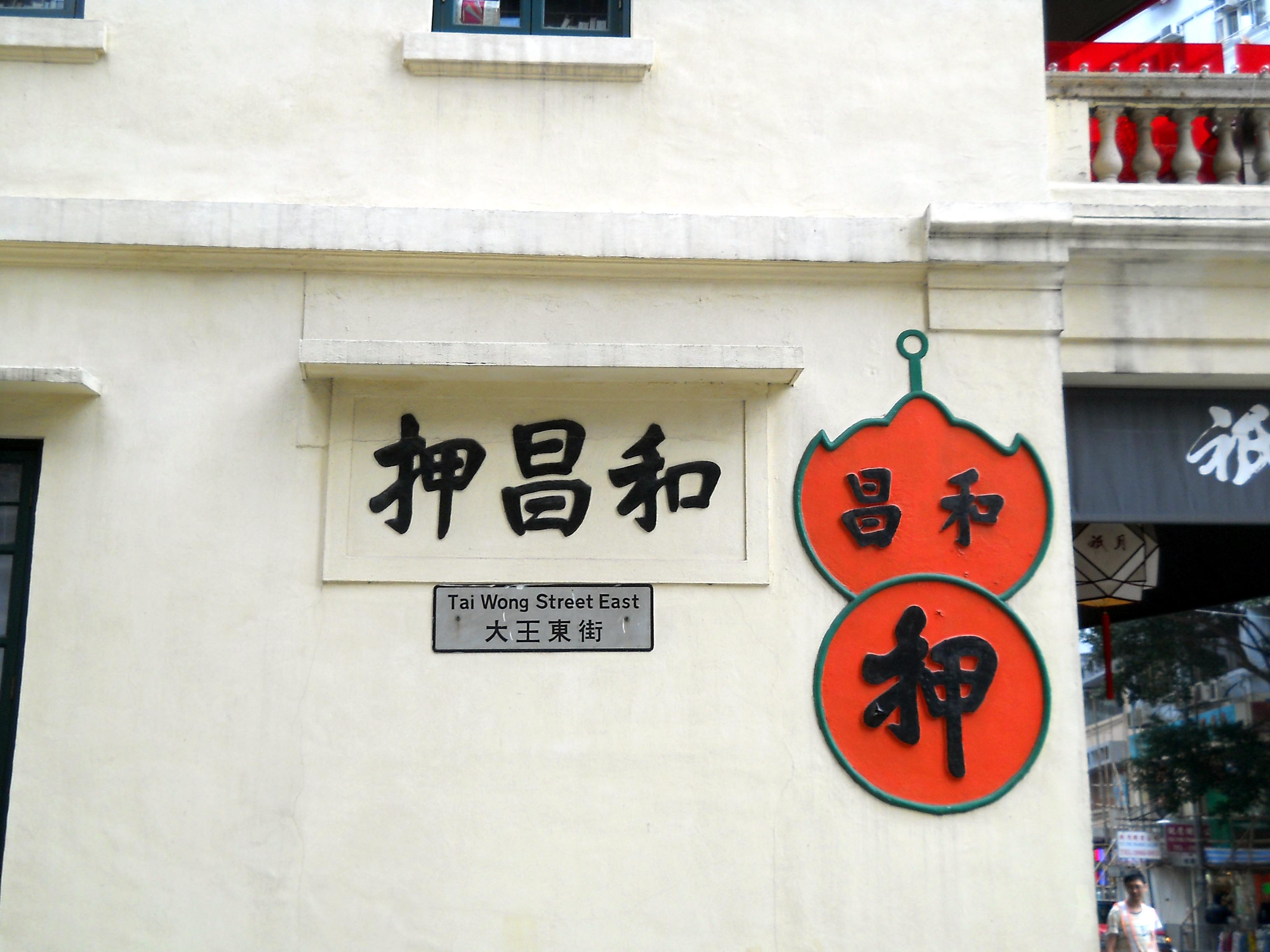
位於大王東街側面的店招
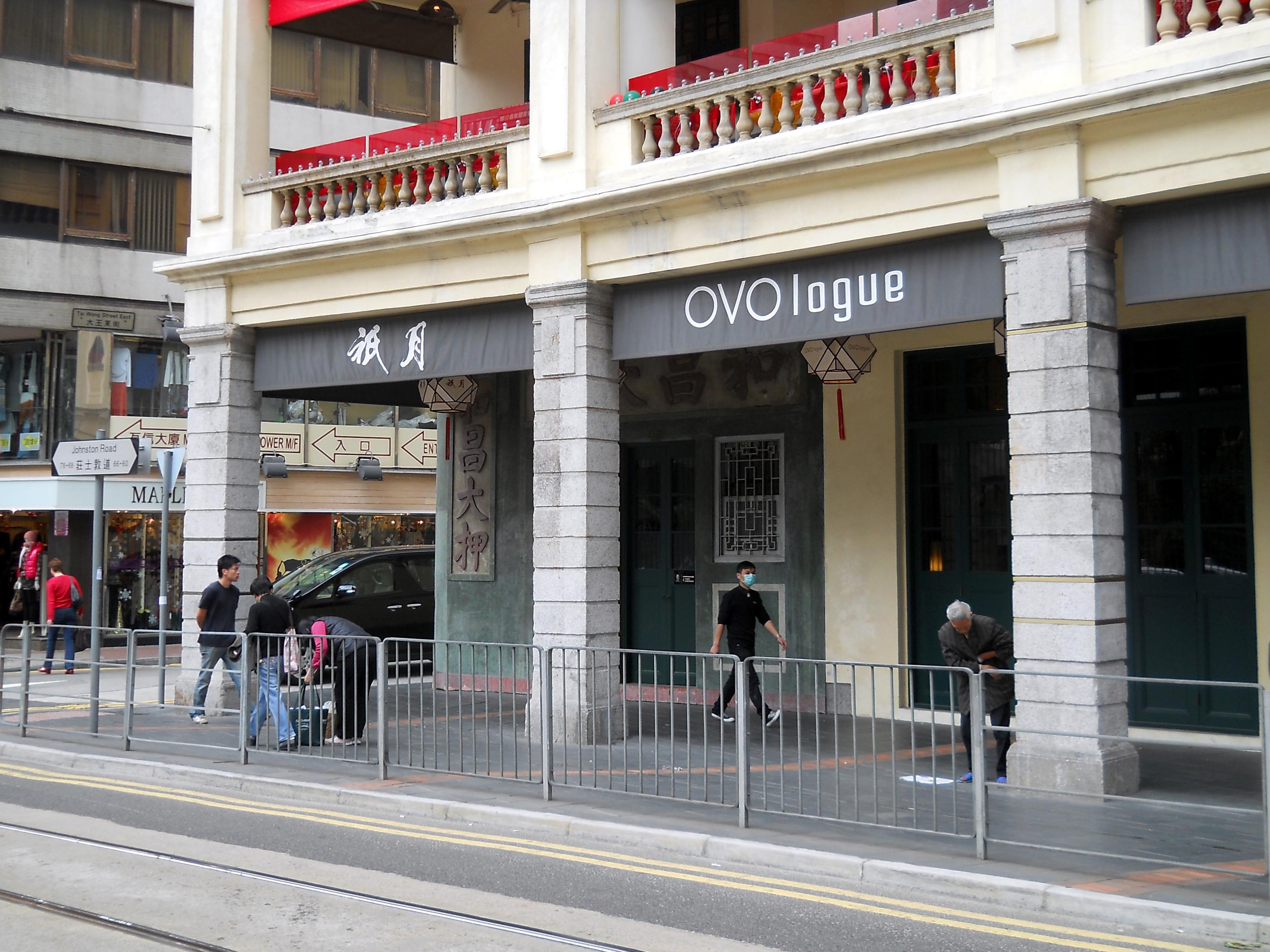
地下地舖早年曾開設京川滬中菜館「祇月」（2010年）
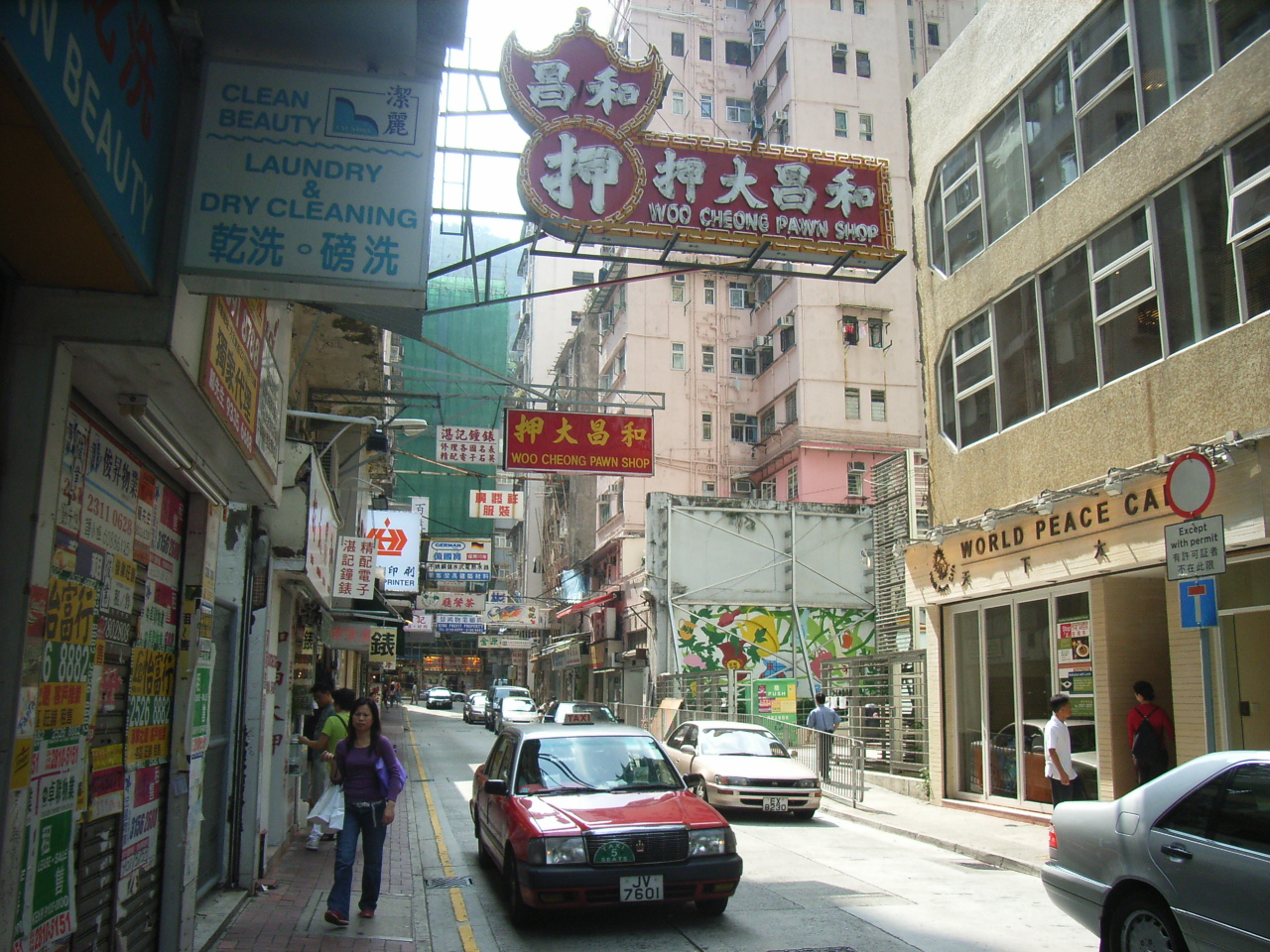
和昌大押位於大王東街的新舖
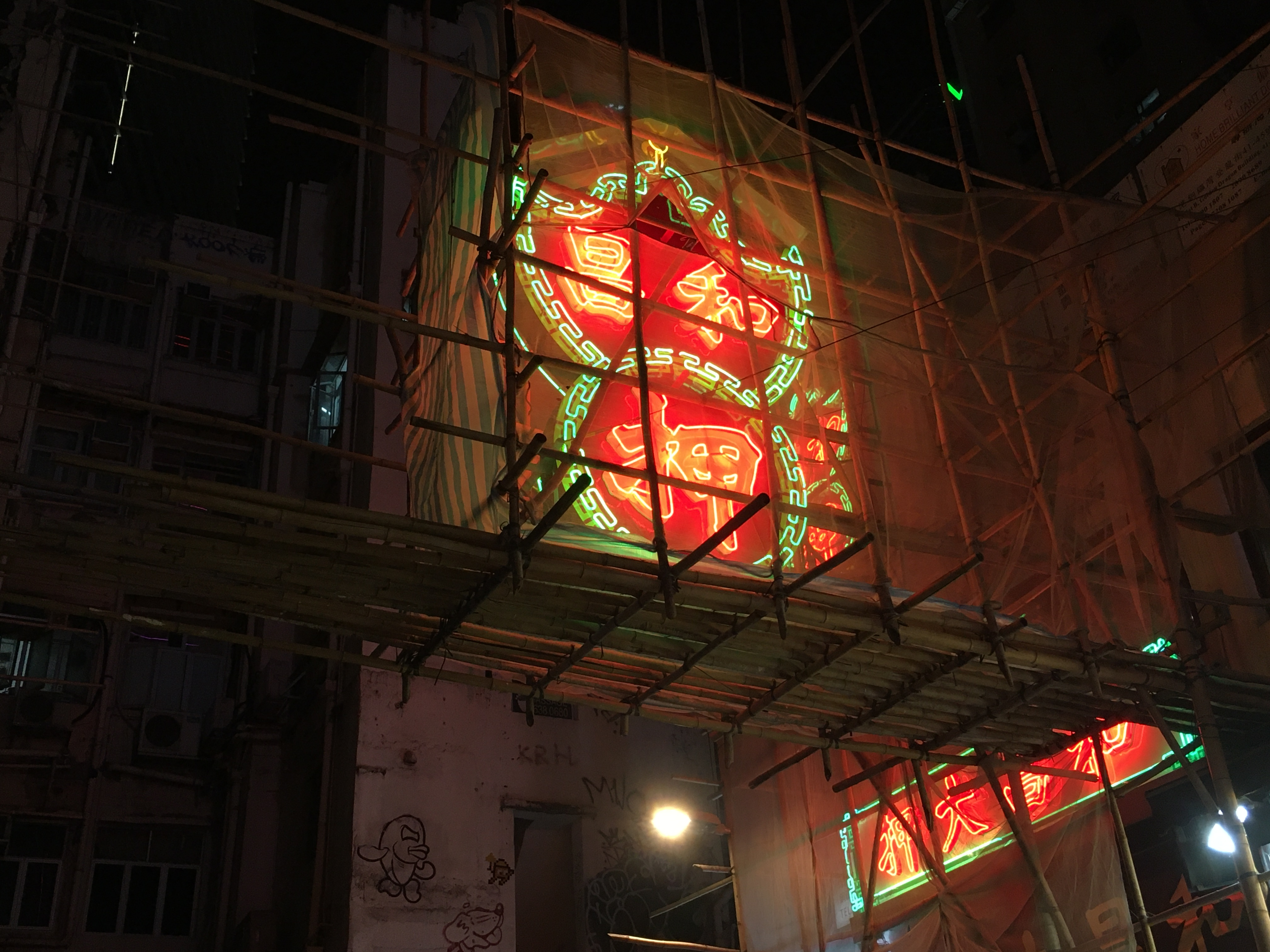
「和豐大押」原址的招牌翻新中

## 更新後面貌
和昌大押旁邊的船街18號由嘉華國際集團與市區重建局共同發展成為商住發展項目嘉薈軒（J Residence），住宅部分提供381個單位。至於莊士敦道60-66號的商舖是稱為「J Senses」的一部分，整列地舖（包括和昌大押原址）經復修後打造為一間獨特的生活概念品牌店，並設有傳統特色食肆、新時代家居用品陳列館，後來改為開設意大利酒吧餐廳La Piola；而1樓及2樓被打造成一間由Classified Group經營，高級英國菜主題餐廳The Pawn。受新冠肺炎疫情的堂食禁制令影響，La Piola及The Pawn先後於2021年2月底及9月13日結業，2021年6月9日主打意大利拿玻里菜的甜品咖啡店Crust Italian進駐地下，而The Pawn原址則進行翻新工程，12月6日改為精緻粵菜食府和昌飯店（同屬Classified Group旗下）。

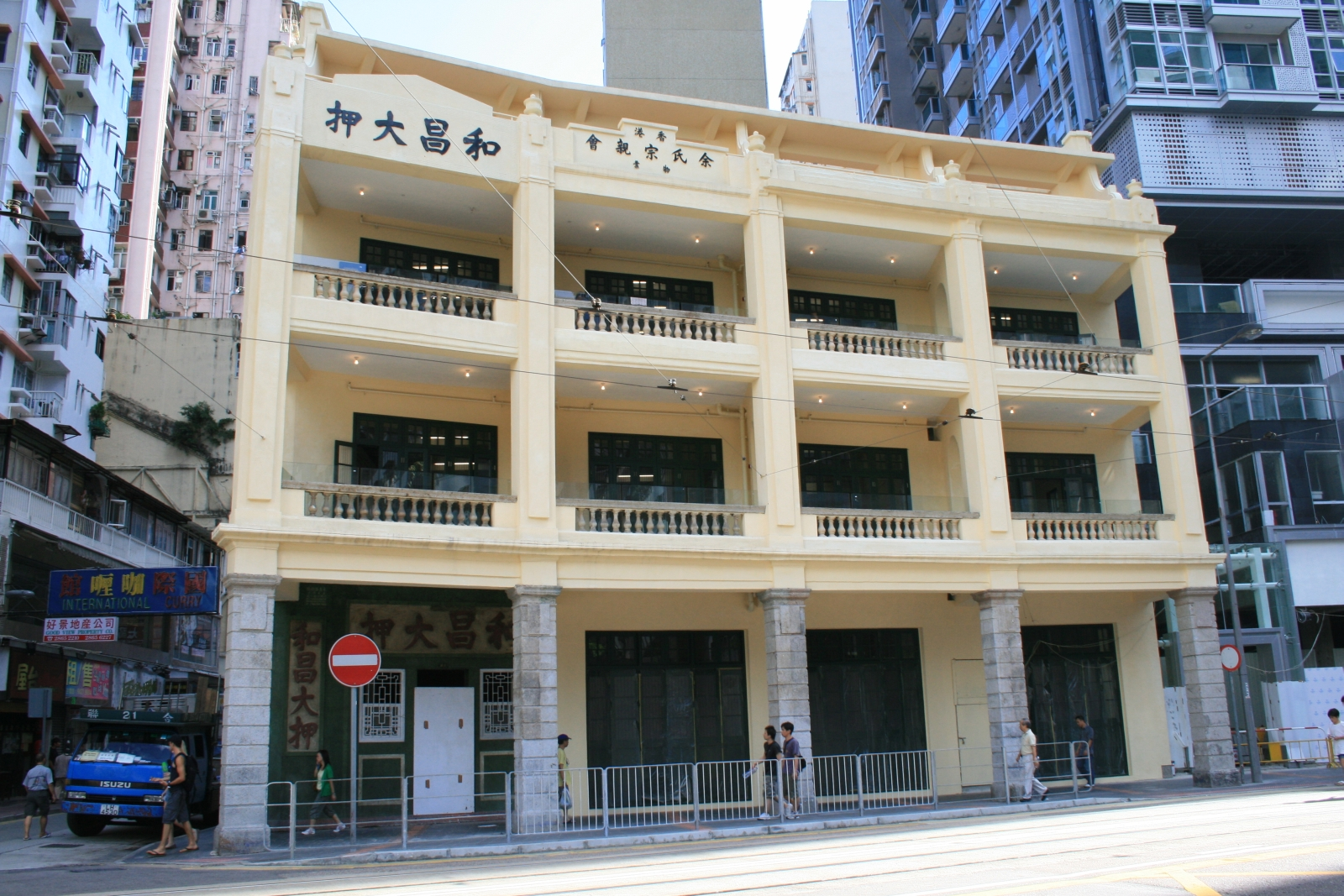
修復接近完成，「和昌大押」的圓柱拆除後期加上表層回復方柱原貌
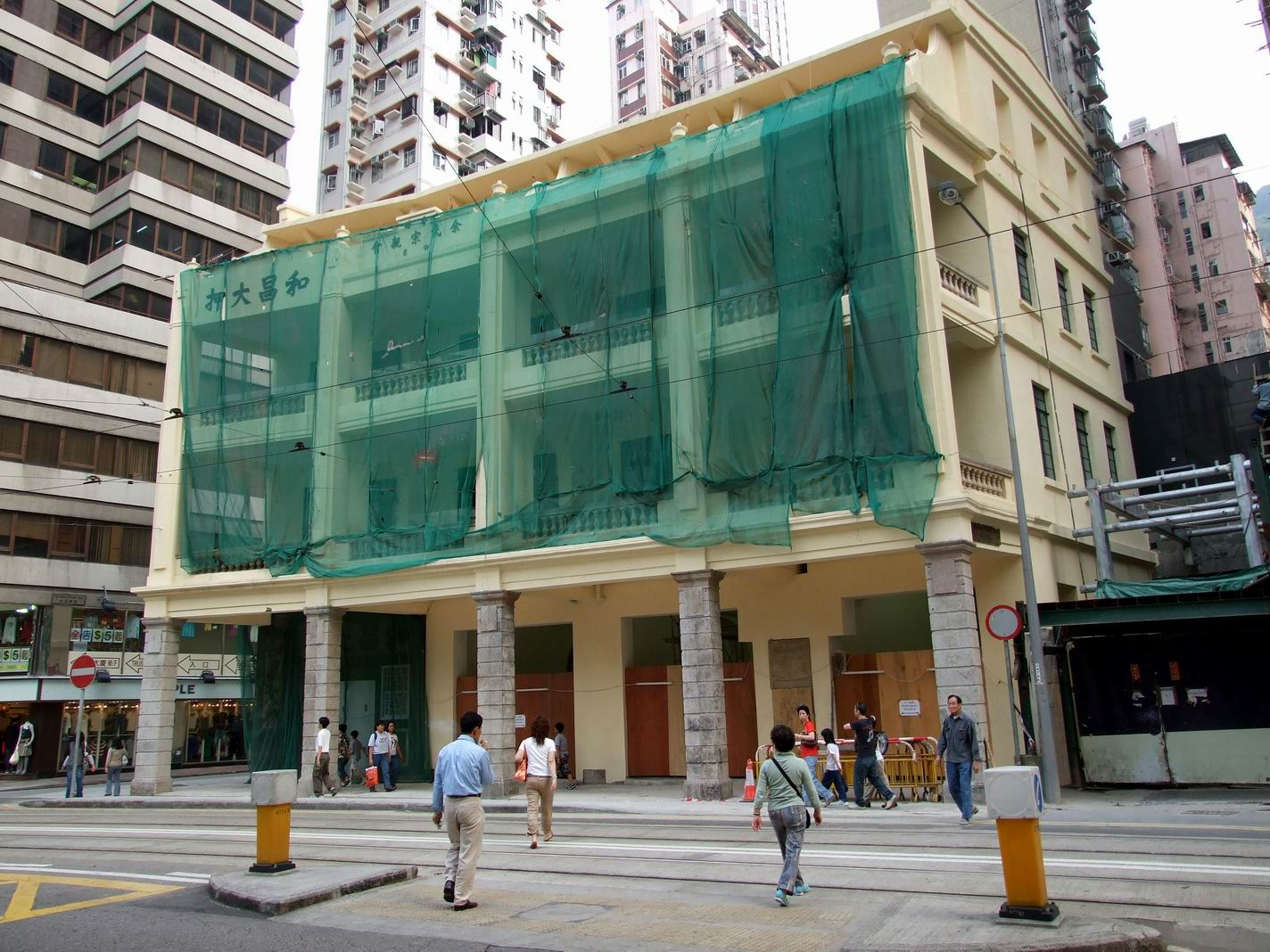
2008年「J Senses」進行裝修
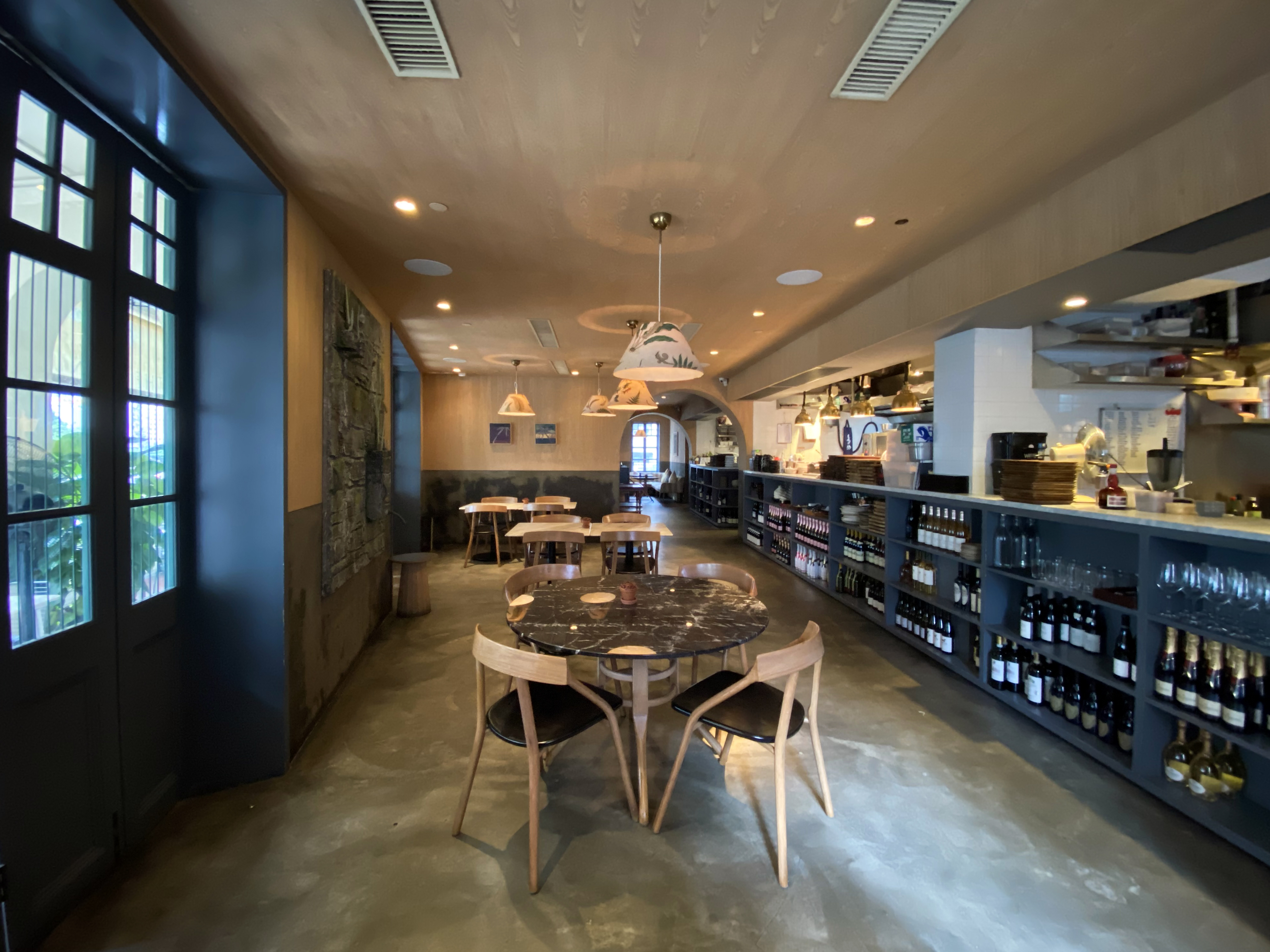
復修後上層成為新派英國菜餐廳「The Pawn」（已結業）
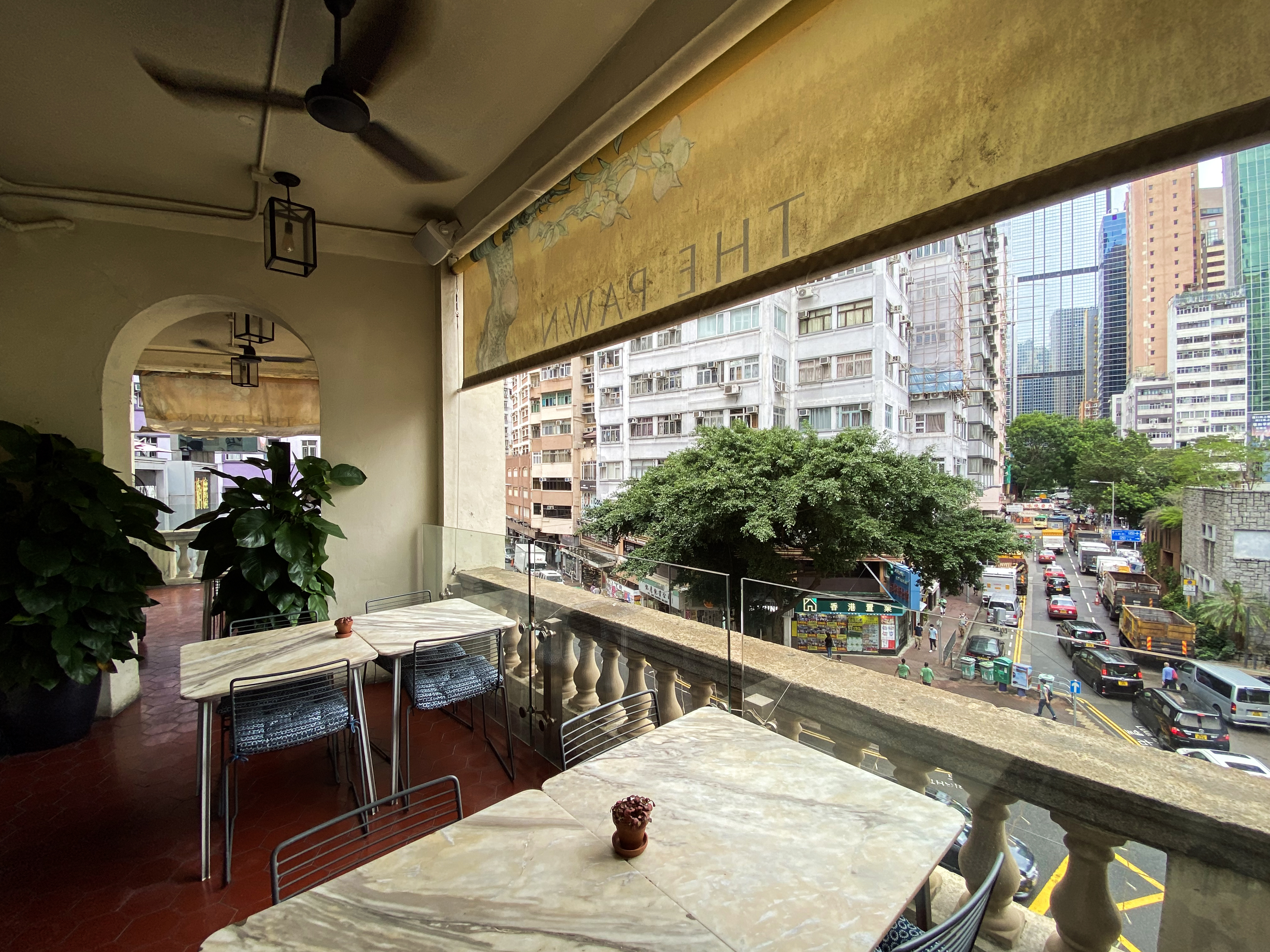
「The Pawn」對出的陽台（已結業）
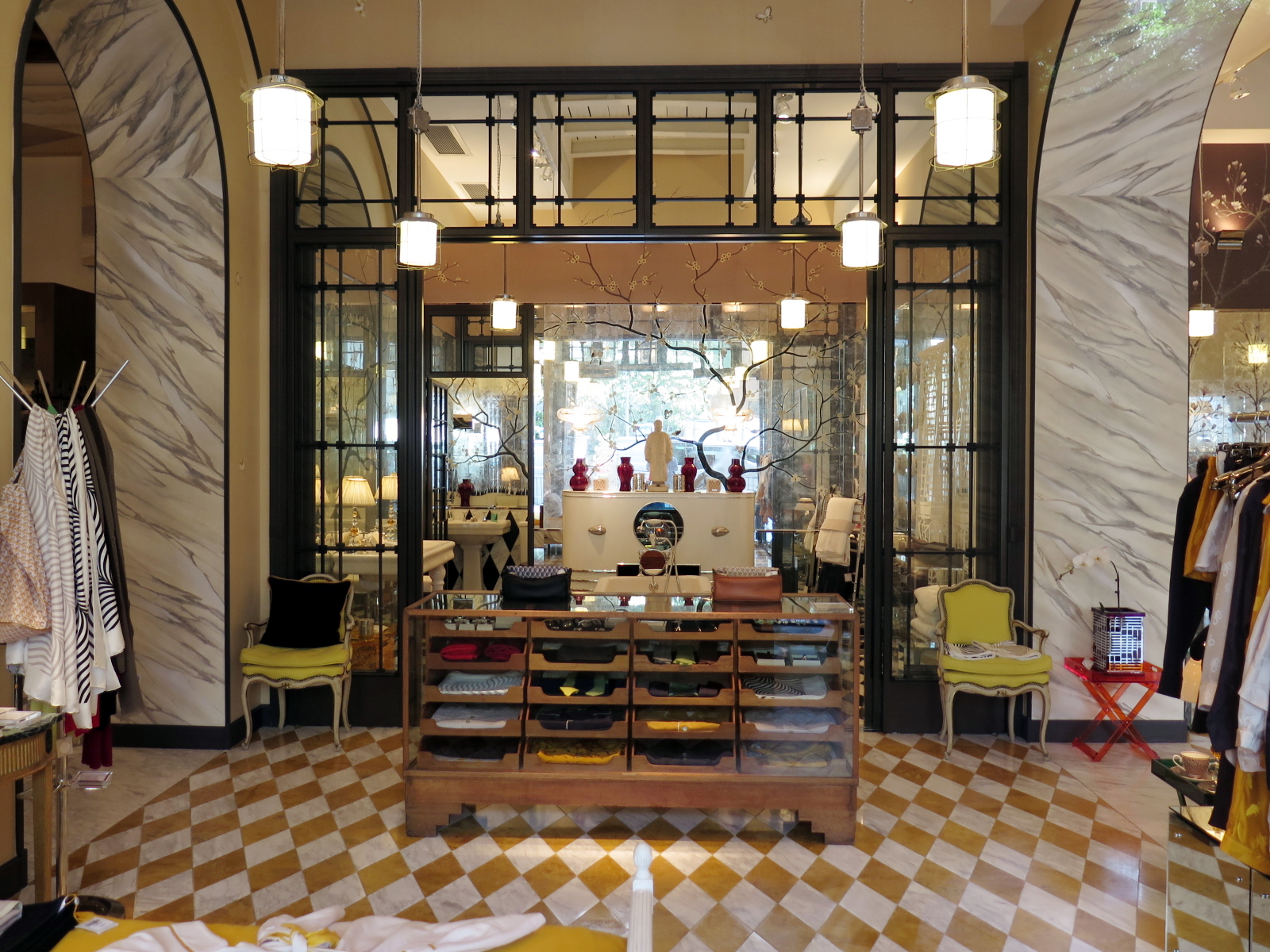
和昌大押地下為高級家品店（已遷出）

## 批評

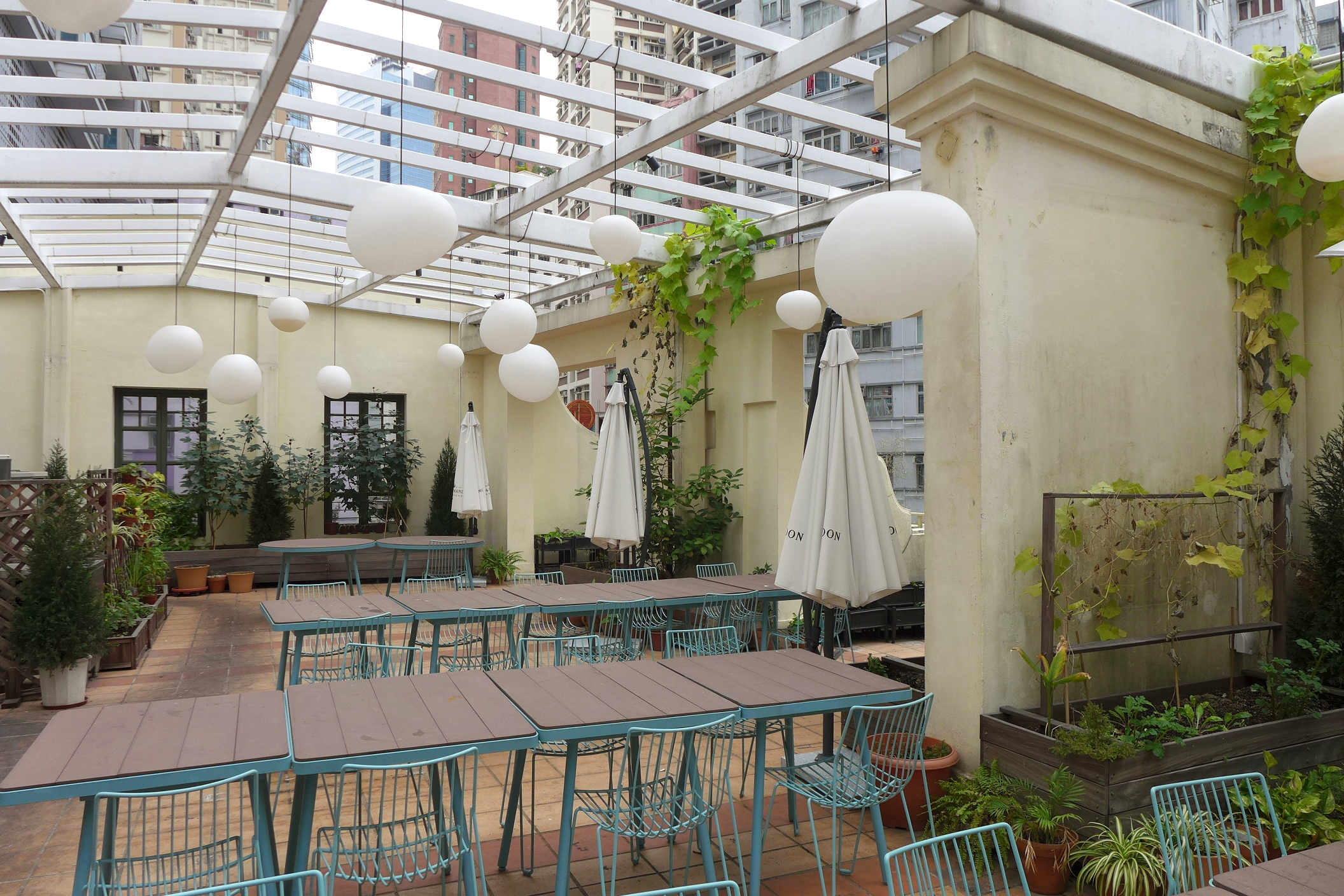
和昌大押天台為「私人公共空間」，惟當餐廳需要使用天台作為私人宴會場地時，會暫停開放予公眾人士參觀

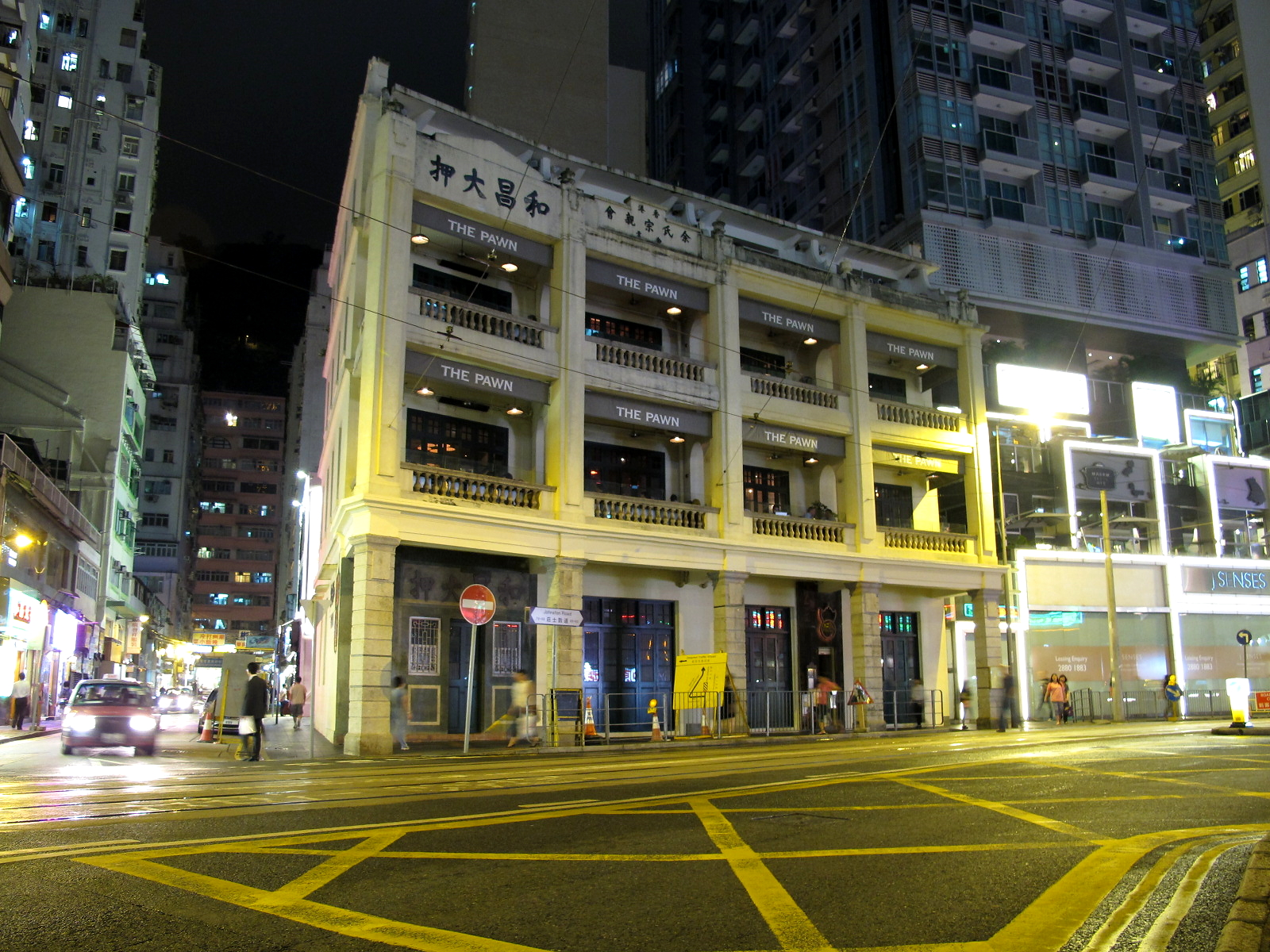
2012年前，和昌大押的天台可供市民休憩

### 市建局將天台列為「私人公共空間」
《蘋果日報》於2009年4月報道，The Pawn 只在地下側門及天台貼出告示，表示平台花園開放時間為上午11時至晚上11時，一般市民難以察覺天台是公共空間。記者向酒吧職員查詢可否到天台參觀及逗留，職員表示可以。但市建局發言人表示，和昌大押天台屬「Private Open Space」（私人公共空間），而非「Public Open Space」（公共空間），食肆開放天台給市民休憩是出於好意，目的是希望公眾可更親密參觀這歷史建築物。
市建局在多年前發展有關項目時，希望給予市民觀賞和昌大押的建築特色，因此與租戶安排在特定時間內可以開放有關私人天台物業讓市民進內參觀。現時天台的地方由樓下的餐廳負責管理，在一般日間及晚上（11:00-23:00）開放該處予公眾參觀，公眾人士現可乘坐電梯由地下到天台。惟當餐廳需要使用天台作為私人宴會場地時、或天氣情況不許、又或需要進行維修工程等情況下，該處會暫停開放予公眾人士參觀。

### 禁止公眾人士在天台飲食
2012年3月25日，有市民在和昌大押天台飲食時被管理公司仲量行人員投訴並報警處理。警方動用衝鋒隊對付於和昌大押天台進食的市民，要求他們離開。管理公司的行為被市民批評香港的文化保育政策以及公眾空間設置不少不合理及不公平的條件，沒有考慮公眾人士感受。